# Tiberen
Tiberen (på italiensk: Tevere, latin: Tiberis) er med sine 406 km Italiens tredjelængste flod efter Po og Adige. Floden har sit udspring i Fumaiolobjerget i Appenninerne  og løber mod vest, til den løber ud i det Tyrrhenske hav via to grene: den ene ved Ostia-Isola Sacra mod syd, den anden ved Fiumicino mod nord. Tiberen afvander et område på ca. 18.000 km². Det var ved dens bredder, at byen Rom blev grundlagt.
Livius fortæller, at Tiberens navn oprindeligt var Albula (af latin alba = hvid) og Rumon på etruskisk, ændredes til ære for Tiberinus, kongen af Alba Longa, der druknede i den. Tiberinus blev regnet som Tiberens gud. Den første stavelse i navnet Tiberen kan være en parallel til keltisk dubr, der betyder "vand", som i Dublin. Flodens navn menes at være ophav til fornavnet Tiberius, der kom på tolvte- eller trettendeplads blandt antikke romerske drengenavne og har været i brug i nyere tid. Det etruskiske modstykke til navnet Tiberius var Thefarie, mens Tiberen på etruskisk hed Thebris. 

## Malariaen
Tiberen gav grundlag for malariamyggen, der klækkedes ud i de fugtige områder, hvor floden periodevis gik over sine bredder. I Lazio-regionen, hvor Rom ligger, var to tredjedele af befolkningen kronisk malariasyge i 1896. Oversvømmelsen i 1900 var en af de største, der nogensinde havde oversvømmet landskabet ved Rom, og hovedstaden og sumpene syd for byen var de hårdest ramte malaria-områder i Italien. Frihedshelten Garibaldi gik forgæves ind for en storslået plan om at lede floden uden om byen. I stedet for påbegyndtes i 1907 et næsten lige så storslået projekt: skurene langs flodbredden blev revet ned og erstattet af glatte skrånende mure, der kontrollerede vandmasserne. 
Tiberen var tæmmet.  Romersk byhistorie er fuld af beretninger om tidligere oversvømmelser. Bådfontænen kaldet Barcaccia (= den gamle pram) foran Den Spanske Trappe, skal være et minde om en båd, der under en oversvømmelse drev helt op til pladsen, hvor trappeanlægget blev opført mere end hundrede år senere.  Ved siden af indgangen til kirken Sant'Eustachio, er der en inskription til minde om en oversvømmelse i 1495. 